# Tarsius lariang
Il tarsio di Lariang (Tarsius lariang Merker & Groves, 2006) è un primate aplorrino della famiglia dei Tarsidi.
Si contano finora solo sei esemplari impagliati di questo animale, due dei quali sono ancora di dubbia attribuzione, in quanto alcuni studiosi li ritengono appartenenti ad esemplari di tarsio pigmeo.

## Distribuzione
La specie è endemica dell'isola di Sulawesi, in Indonesia: in particolare, colonizza le aree di foresta pluviale nella zona centro-occidentale dell'isola, in prossimità del fiume Lariang, dal quale prende il nome.

## Descrizione

### Dimensioni
È la seconda specie più grande del proprio genere, dopo il tarsio di Sangihe: misura infatti fino a 35 cm di lunghezza, di cui più di metà spettano alla coda, per un peso di 120 g.

### Aspetto
Il pelo è grigio-giallastro, con coda nuda e di colore scuro, caratterizzata da un ciuffo di peli appuntito nella parte terminale, che dà all'appendice l'aspetto di una matita. Sulla faccia ci sono delle bande paranasali scure e chiare alternate, mentre la base delle orecchie è biancastra. Attorno agli occhi è ben distinguibile un cerchio di pelo nero.

I canini superiori sono relativamente piccoli, mentre il dito medio è inusualmente lungo rispetto agli altri: i polpastrelli sono rigonfi e dotati di unghie corte e larghe.

## Biologia
Si tratta di animali notturni ed insettivori, che di giorno riposano nel folto del fogliame od in cavità dei tronchi d'albero.

Le vocalizzazioni di questa specie sono molto differenti da quelle dei congeneri, in quanto i versi della femmina sono emessi su frequenze più acute: cominciano attorno ai 7 kilohertz, per poi salire gradualmente fino a 15 nell'arco di 45 secondi. Il maschio invece si mantiene sempre sui 6 kilohertz, per poi salire fino a 10 quando la femmina termina di vocalizzare: sono state contate 5 vocalizzazioni del maschio per ognuna emessa dalla femmina.